# Faux-monnayage
Pour les articles homonymes, voir Faux et Faux-monnayeurs.
 (septembre 2010).
Si vous disposez d'ouvrages ou d'articles de référence ou si vous connaissez des sites web de qualité traitant du thème abordé ici, merci de compléter l'article en donnant les références utiles à sa vérifiabilité et en les liant à la section « Notes et références ».

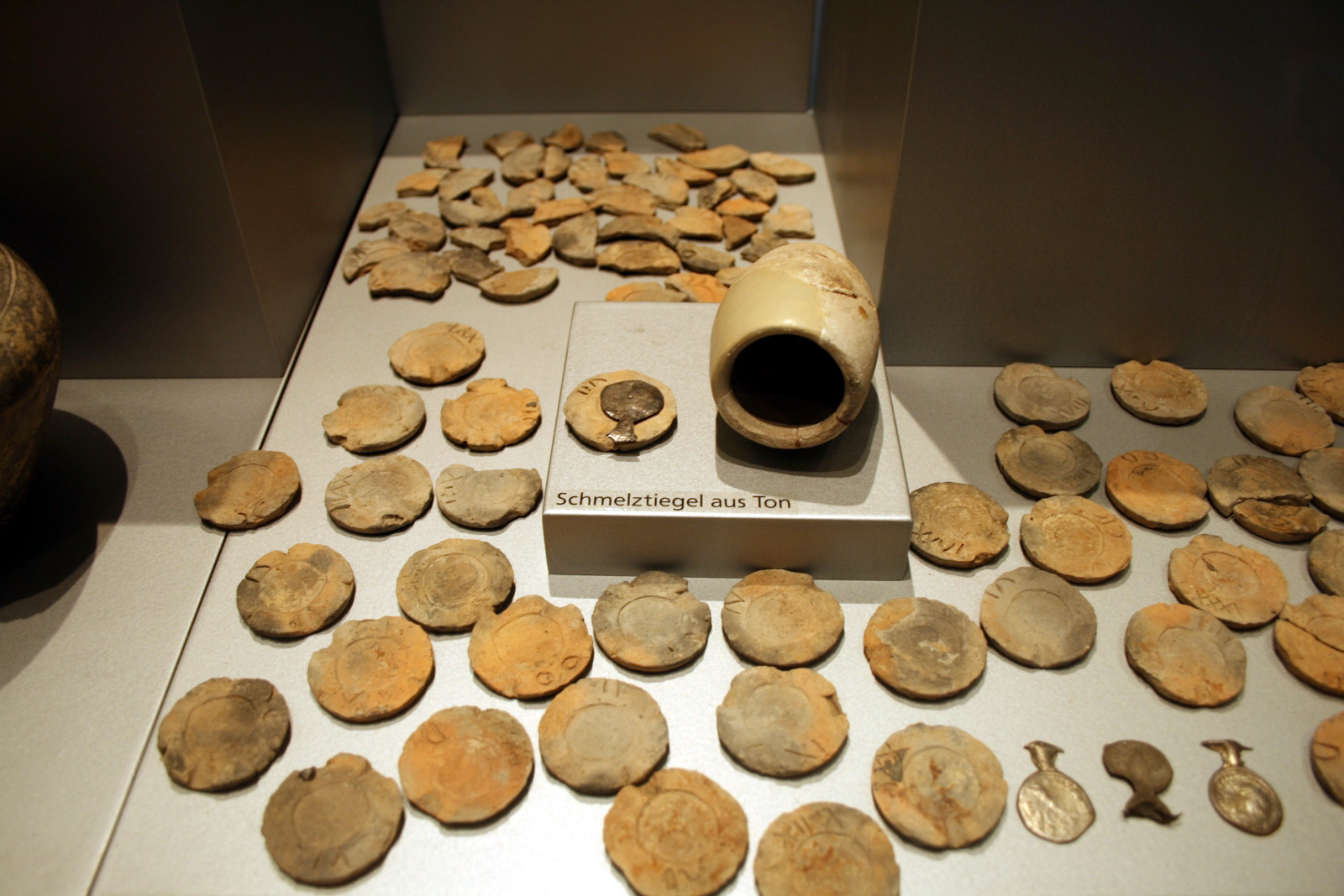
Fausse-monnaie antique

Le faux-monnayage est la contrefaçon de monnaie, et, sur le plan légal et judiciaire, l’infraction consistant à fabriquer, à détenir ou à utiliser de la fausse monnaie.

## Historique
Le phénomène remonte probablement aussi loin que l’utilisation de monnaie en elle-même.
Toutes les monnaies ont connu le faux-monnayage (même les monnaies de nécessité, protégées par la loi en 1921).

## Une arme politico-militaire
Le faux-monnayage a parfois été utilisé par certains pays comme une arme économique pour affaiblir des pays ennemis. L’objectif était de submerger l’économie ennemie avec de la fausse monnaie afin de faire baisser la valeur de sa monnaie.
Sous la Révolution française les royalistes firent ainsi imprimer à Londres de faux assignat. D'autre part
Fouché et Savary, avec l'accord de Napoléon Ier, ont produit des livres anglaises, des florins italiens et des billets autrichiens de 1809 à 1813.
C’est ce que fit la Grande-Bretagne pendant la guerre d'indépendance américaine. Le procédé fut également utilisé par les nordistes pendant la guerre de Sécession. À la même époque Bismarck fit fabriquer de la fausse monnaie autrichienne pour financer son réseau d'espionnage
En 1926, un scandale de grande ampleur est déclenché par l’arrestation aux Pays-Bas de plusieurs personnes impliquées dans un trafic de faux billets de 1 000 francs français Bleu et Rose. 10 millions de francs provenant de Hongrie sont saisis. L’enquête de la Société des Nations montra que le gouvernement hongrois avait soutenu cette opération initiée trois ans auparavant. L’Allemagne et l’Autriche avaient également pris une part active dans la conspiration. Le mobile du crime était double : punir la France pour les pertes territoriales imposées lors du traité de Versailles en 1919 et promouvoir, grâce aux gains de l’opération, une idéologie militariste, militant pour la révision des frontières.
Pendant la Seconde Guerre mondiale, les nazis montèrent également une opération visant à contrefaire la livre sterling et le dollar US : c'est l’opération Bernhard.
En 2005, alléguant notamment de la fabrication de faux dollars de grande qualité, dit « superbillets », par la Corée du Nord, les États-Unis ont pris des sanctions financières à son encontre. La quantité de dollars contrefaits a néanmoins tendance à diminuer depuis plusieurs années, tandis que les faux-monnayeurs tournent leur attention vers l’euro[réf. nécessaire].
Plus prosaïquement certains services secrets font fabriquer des espèces d'un pays cible, non pour en déstabiliser la monnaie, mais pour financer une action subversive en économisant leur budget. Ainsi l'action des services prussiens contre l'Autriche Hongrie avant 1866 fut financée par de faux billets ainsi que le révéla Wilhelm Stieber dans ses mémoires.

### Mesures préventives
Traditionnellement, la lutte contre la contrefaçon des billets de banque se base sur l’inclusion de détails très fins à l’aide d’impressions taille-douce, permettant à des non experts de reconnaître facilement les faux billets. Sur les pièces de monnaie, des cannelures sont prévues sur les bords afin de montrer que la pièce n’a pas été rognée en vue de récupérer une partie du métal précieux.
À la fin du XXe siècle, les progrès techniques dans les domaines de la photocopie et dans l’informatique ont incité les banques nationales à utiliser des techniques plus sophistiquées, telles l’inclusion d’hologrammes, de micro impressions ou de fils de sécurité, l’utilisation d’encres multicolores ou d’encres d’impression optique (couleur variant suivant l’angle d’incidence de la lumière) et la constellation EURion (motif reconnu par les logiciels de traitement d’images).

### Mesures répressives
Au Moyen Âge, le faux-monnayage est considéré comme un crime de lèse-majesté. Les faux monnayeurs ont toujours été punis avec une extrême sévérité. Sous Saint-Louis, on leur crevait les yeux puis plus tard, les coupables sont condamnés à être exécutés par ébouillantage. A Paris, c'est au marché aux pourceaux près de la porte Saint-Honoré qu'ils subissaient cette peine.
En France, la peine de mort a continué à être appliquée aux faux monnayeurs convaincus jusqu’en 1832, date à laquelle le châtiment se transforme en relégation au bagne, à perpétuité.
Au XXIe siècle, le faux-monnayage est classé dans le code pénal français au chapitre des crimes et délits contre la nation, l'État et la paix publique.

### Comparaison avec les banques
Maurice Allais, prix Nobel d'économie, compare les banques à des faux monnayeurs : « Dans son essence, la création monétaire ex nihilo actuelle par le système bancaire est identique, je n'hésite pas à le dire pour bien faire comprendre ce qui est réellement en cause, à la création de monnaie par des faux-monnayeurs, si justement condamnée par la loi. Concrètement elle aboutit aux mêmes résultats. La seule différence est que ceux qui en profitent sont différents. » (in La Crise mondiale aujourd'hui)

## Faux-monnayeurs célèbres
- Joseph-Samuel Farinet, contrebandier valaisan, qui en 1932 inspira à l'écrivain suisse Charles-Ferdinand Ramuz son roman Farinet ou la Fausse Monnaie.
- Frank Abagnale Jr., faussaire américain devenu célèbre dans les années 1960, et ayant inspiré le film Arrête-moi si tu peux.
- Ceslaw Bojarski, faussaire français d'origine polonaise, spécialisé dans la fabrication de faux billets dans les années 1950 et 1960 (il fut arrêté en 1964)[10].
- Adolf Burger, imprimeur juif slovaque, qui fut contraint d'imprimer de fausses livres sterling dans un camp de concentration nazi, dans le cadre de l'opération Bernhard, en 1941.

## Dans la culture populaire

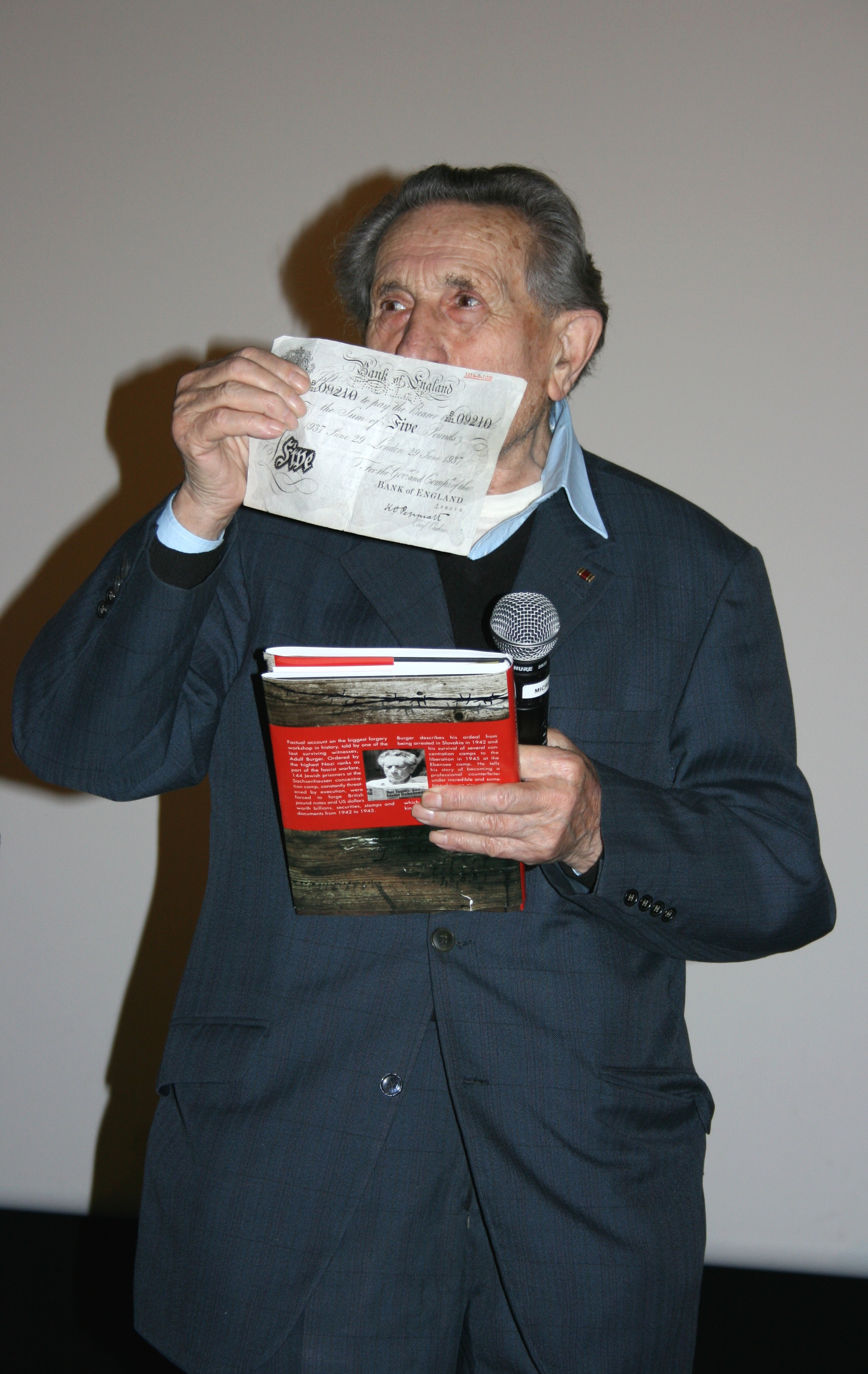
Adolf Burger montrant un faux billet de livre sterling à l'occasion l'avant-première du film Les Faussaires diffusée à l'UGC Ciné Cité Les Halles, à Paris en 2008.

### Littérature
- L'écrivain français André Gide signe en 1925 le roman Les Faux-monnayeurs dans lequel des affaires de fausse monnaie jalonnent la trame narrative.
- Dans les albums de la bande dessinée Tintin et en particulier dans L'Île Noire paru en 1938, le Docteur J. W. Müller utilise sa profession de médecin comme couverture pour ses activités criminelles dont le faux-monnayage.
- La Fausse Monnaie, une pièce de théâtre de Maxime Gorki.
- La Fausse Monnaie, un poème de Charles Baudelaire.

Dans l'album de Tintin L'Île Noire paru en 1938, la trame du récit s'articule autour d'une enquête de Tintin contre un réseau de faux-monnayeurs dont le repaire se situe en Écosse

### Cinéma
- Le film Les Faussaires (2007) raconte l'histoire des imprimeurs et faussaires juifs contraints par les Nazis de contrefaire des livres sterling dans le cadre de l'opération Bernhard au cours de la Seconde Guerre mondiale.
- Le film Arrête-moi si tu peux (2002) s'articule autour de l'histoire du faux-monnayeur Frank Abagnale, Jr..

### Télévision
- Dans la série La casa de papel, Nairobi est responsable de l'impression de la fausse monnaie.
- Dans l'anime Black Lagoon, Janet Bhai est une fausse-monnayeuse, qui travaillait avec le gang Girolam.